# Rack focus
El rack focus, también conocido como roll focus o pull focus, es una técnica cinematográfica que consiste en cambiar el enfoque de un sujeto a otro que se encuentra más cercano o más alejado de la cámara. Esto se utiliza para dirigir sutilmente la atención de los espectadores hacia una parte específica de la pantalla. Por lo tanto, esta técnica se basa en la manipulación de la profundidad de campo.
En las películas o series de televisión, a menudo, hay una persona que se dedica a realizar este cambio de enfoque. Esta se llama foquista o "primer asistente de la cámara". Por lo tanto, este cambio de enfoque, es hecho por una persona independiente al operador principal de la cámara.

## Origen
En los años sesenta, los objetivos long-focus alentaron el desarrollo del rack focus. En la fotografía, un objetivo de enfoque largo (long-focus lens) es una lente que tiene una distancia focal más larga que la medida diagonal de la película o sensor.
En años posteriores, esta técnica se empezó a combinar con figuras que se movían para crear composiciones cambiantes en profundidad. La lente también facilitó el que los editores llaman corte "wipe-by".

## Profundidad de campo aplicada alrack focus
La profundidad del campo es un elemento importante a tener en cuenta cuando se graba con una cámara. El principio básico es que cuanto más bajo sea el número f (por ejemplo: f/1,4, f/2,8), menor será la profundidad del campo.
En una composición, la audiencia mira automáticamente a objetos que están perfectamente enfocados, ya que buscan información que puedan entender. Por ello, el rack focus o el cambio de enfoque es muy eficaz a la hora de dirigir la mirada del espectador.
Aparte, la poca profundidad de campo también permite que el objeto enfocado se destaque en contraste con su entorno, el cual no está enfocado.

## Accesorios de asistencia de enfoque
Hay una serie de accesorios que se utilizan para ayudar a realizar la técnica del rack focus. Estos son el visor, el monitor externo y el follow focus.

### Follow focus
El follow focus permite mantener el enfoque mediante engranajes que se adjuntan a la lente y al anillo de enfoque. Hay dos motivos principales para utilizar este sistema:
1. Permite un enfoque preciso.
2. Permite medir las distancias focales, lo que hace que el tratamiento de escenas donde un objeto debe mantenerse enfocado sean más fáciles.